# Urechești (okręg Bacău)
Urechești – wieś w Rumunii, w okręgu Bacău, w gminie Urechești. W 2011 roku liczyła 1536 mieszkańców.